# Euprotomicrus bispinatus
Pygméhaj Euprotomicrus bispinatus är en liten hajart, den enda medlemmen av sitt släkte Euprotomicrus.
Pygméhajen blir inte mer än 27 centimeter lång och är en av världens mista hajarter. Dock är den inte den minsta arten, vilket  dvärgkäxa, Etmopterus perryi är med en maximal längd på 20 cm. Några andra små hajar som hör till världens minsta hajarter är dvärgpigghaj, Squaliolus laticaudus, samt pygmébandstjärthaj Eridacnis radcliffei.
Pygméhajen har en cirkumglobal utbredning och lever i sydöstra och sydvästra Atlanten, västra och östra Indiska oceanen samt i sydöstra, sydvästra och östra centrala Stilla havet. Den är en liten cylinderformad svart haj med trubbig nos, stora ögon och lysorgan på buken. Den har mycket små gälspringor och den första ryggfenan är liten och flagglik. Dess stjärtfena är nästan symmetrisk och paddellik. Den kan gå på djupt vatten ända ned till 1 800 m meters djup. På dagen håller den sig på djupt vatten för att på natten migrera uppåt. Den äter bara små byten: djuphavsbläckfiskar, benfiskar, samt vissa kräftdjur. Arten föder levande ungar. Könsmognad nås vid en längd på 22–23 centimeter för honor och vid 17–19 centimeter för hannar.